# Zavjalovói járás (Udmurtföld)
A Zavjalovói járás (oroszul: Завьяловский район [Zavjalovszkij rajon], udmurt nyelven Завьял ёрос [Zavjal jorosz]) Oroszország egyik járása Udmurtföldön. 
Udmurtföld fővárosának, Izsevszknek a vonzáskörében található. Székhelye Zavjalovo.

## Népesség

A Zavjalovói járás térképe

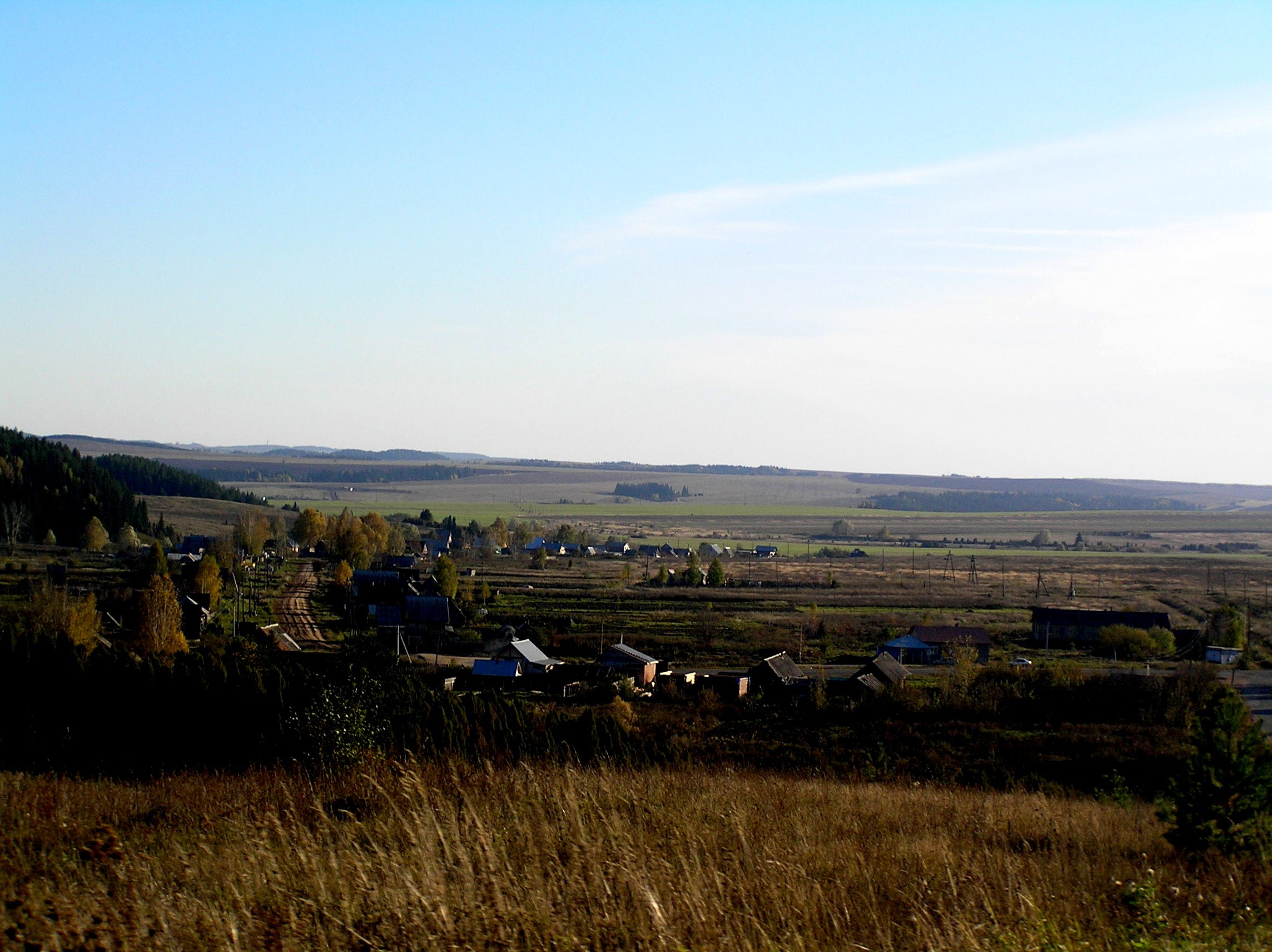
Zabegalovo falu

- 2002-ben 59 145 lakosa volt, melynek 50,7%-a udmurt, 43,9%-a orosz, 3,2%-a tatár.
- 2010-ben 66 000 lakosa volt, melyből 32 934 fő orosz, 27 209 udmurt, 2 854 tatár, 335 ukrán, 262 örmény stb.

## Külső hivatkozások
- A járás honlapja